# Troisvierges (stacja kolejowa)
Troisvierges (luks: Gare Elwen) – stacja kolejowa w Troisvierges, w Luksemburgu. Została otwarta w 1889 roku przez Direction générale impériale des chemins de fer d’Alsace-Lorraine.
Obecnie jest stacją Société Nationale des Chemins de Fer Luxembourgeois (CFL), obsługiwaną przez pociągi InterCity (IC), Regional-Express (RE) i Regionalbahn (RB).

## Położenie
Znajduje się na linii 10 Luksemburg – Troisvierges, w km 85,562, na wysokości 434 m n.p.m., pomiędzy stacją Clervaux i granicą belgijsko-luksemburską.

## Linie kolejowe
- 10 Luksemburg – Troisvierges